# 絲寶集團

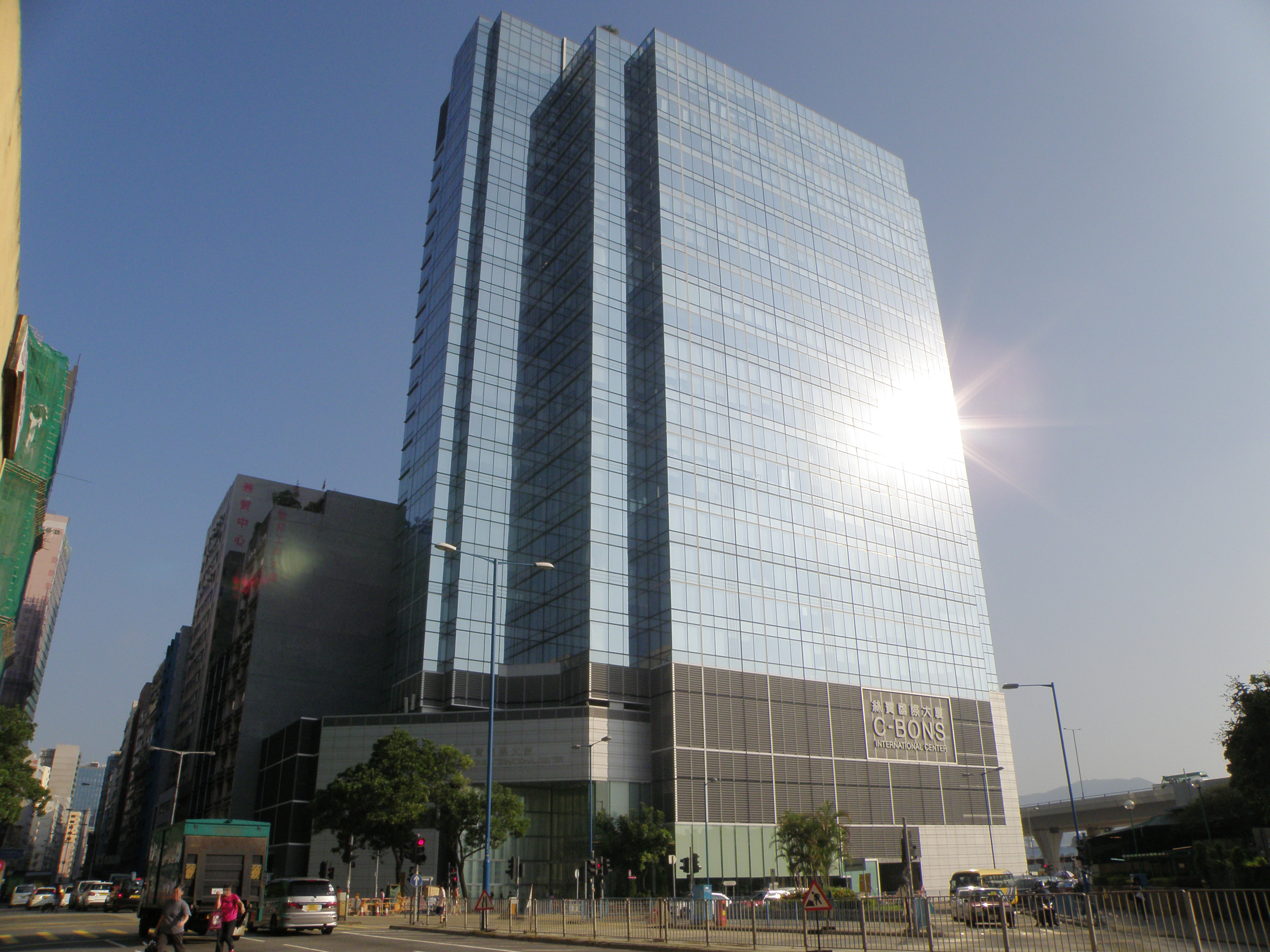
位於香港牛頭角的絲寶國際大廈

香港丝宝集团（国际）有限公司，簡稱絲寶集團（英語：C-BONS Holding（International）Limited），於1989年由梁亮胜（董事長及首席執行官）於香港創立，而湖北武漢為主要總部基地。
主要業務為卫生用品、房地产、日用化工等，品牌為丽花丝宝、舒蕾、美涛、洁婷。
過去收購上市公司湖北迈亚（蓝鼎控股）股權，但成效不佳，於是在2012年中，出售予蓝鼎集团。
後在2013年8月，丝宝集团出售位於太古城富天閣的房产，總代價為1120萬港元。

## 連結
- 官方网站 （页面存档备份，存于）